# Santa-Reparata-di-Balagna
Santa-Reparata-di-Balagna település Franciaországban, Haute-Corse megyében. Lakosainak száma 999 fő (2022. január 1.). Santa-Reparata-di-Balagna L’Île-Rousse, Corbara, Feliceto, Monticello, Pigna, Speloncato és Sant’Antonino községekkel határos.

## Népesség
A település népessége az elmúlt években az alábbi módon változott:
| Lakosok száma | 477  | 643  | 784  | 936  | 1014 | 1011 | 1012 | 990  | 1000 | 999  |
|               | 1968 | 1982 | 1990 | 2006 | 2013 | 2015 | 2017 | 2019 | 2020 | 2022 |